# Haus Schloßstraße 26 (Dresden)

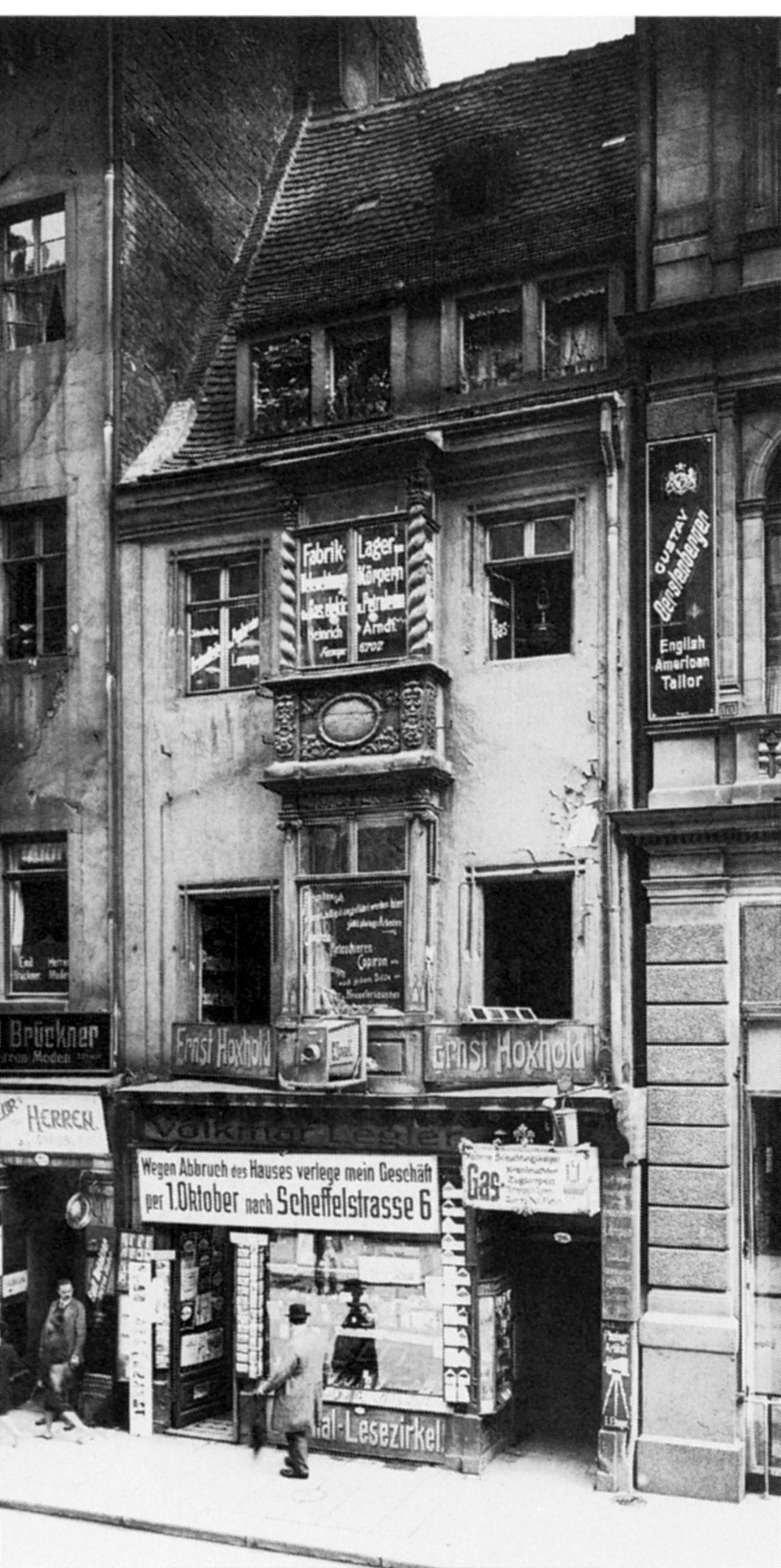
Dresden, Schloßstraße 26 (Aufnahme um 1900)

Das Haus Schloßstraße 26 war ein vermutlich im späten 15. Jahrhundert errichtetes Wohnhaus in Dresden. 1911 wurde das Haus abgebrochen.

## Geschichte
Besitzer war ab 1610 der Goldschmied Hans unter den Linden. 1647 bis 1657 gehörte das Haus dem Goldschmied Wenzel Gerlach und von 1738 bis 1770 den Juwelieren Mühldech und Jordan. 1911 wurde das Haus abgebrochen.

## Beschreibung
Cornelius Gurlitt sieht als Baudatum des dreigeschossigen und dreiachsigen Hauses das Jahr um 1480. Indizien seien die spätgotischen Fenstergewände. Nach Henning Prinz erfolgte 1650 ein Um- bzw. Neubau. Dabei erhielt das Haus den zweigeschossigen hölzernen Erker mit gewundenen Säulen im zweiten Obergeschoss.
Stefan Hertzig beschreibt, dass die Schmuckformen Klengels „in sehr kräftiger, drall-saftiger Auffassung“ Dresdner Erker des 17. Jahrhunderts geschmückt hätten, auch den des Hauses Schloßstraße 26.